# Inditex
Inditex, acrònim d'Industria de Diseño Textil, S.A. (BMAD ITX) és un grup empresarial tèxtil amb seu a la localitat gallega d'Arteixo. Aglutina més d'un centenar d'empreses dedicades al disseny, fabricació i distribució tèxtil sota el concepte de moda presta. L'any fiscal 2016-2017 va tenir un benefici net de 3.157 milions d'euros, un 10% per sobre de l'anterior i al 2019 amb un 8% per sobre de l'any anterior va obtenir un benefici de 28.286 milions d'euros.

## Història
L'any 1963, Amancio Ortega Gaona va fundar una empresa dedicada a la fabricació de roba que va créixer disposant de diversos centres de producció, distribuint els seus productes a nivell europeu. Però no va ser fins al 1975 que en un carrer de La Corunya va obrir la primera botiga sota la denominació Zara, la marca que amb una ràpida expansió a nivell espanyol va conduir a la fundació de l'actual Grup Inditex.
Amb la producció concentrada en la cadena Zara, a finals dels anys vuitanta s'inicia l'expansió internacional amb noves botigues a Porto (1988), Nova York (1989) i París (1990). El 1991 el grup s'amplia amb la creació de la cadena Pull and Bear i l'adquisició del 65% de la cadena Massimo Dutti, la compra es completaria el 1995. També es crea Zara Kids, orientada a roba infantil. Bershka, dirigida a un públic jove, obre les portes el 1998 i l'any següent adquireix Stradivarius.
L'any 2001 s'obre la cadena Oysho i, com a gran fita, el 23 de maig es produeix la sortida a borsa del grup per un valor total d'un bilió de pessetes, entrant dos mesos després dins de l'Ibex 35. L'expansió del grup ha continuat amb l'obertura de centres logístics a Saragossa el 2003, Lleó el 2006 i Meco (Madrid) el 2007.

## Marques i empreses del grup

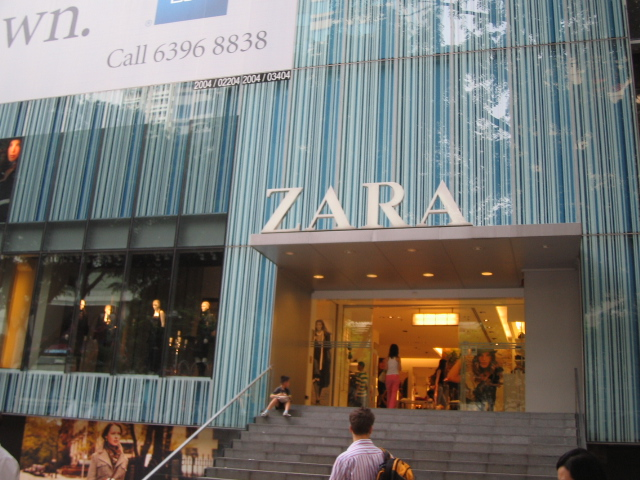
Botiga de Zara a Singapur

Logotip de la marca Zara, empresa del grup Inditex.

- Zara: És la marca principal de la cadena. Abarca estils molt diferents. Treballa la moda per a dona, home i nen.[3]
- Zara Home: Especialitzada en articles per a la casa.[4]
- Bershka: Destinada a un públic jove (d'entre 13 i 25 anys).[5]
- Stradivarius: Està dirigida al públic femení jove.[6]
- Pull and Bear: Dedicada a roba casual juvenil.[7]
- Massimo Dutti: Destaca pels seus dissenys més clàssics.[8]
- Oysho: Llenceria i roba interior de dona.[9]
- Uterqüe: Especialitzada en complements i accessoris de moda.[10]
- Tempe: És l'empresa de calçat del grup. Des del seu centre a Elx (Alacant), es dissenya i distribueix el calçat per a totes les marques del grup.[11][12]
- Lefties: Centrada a la venda de roba de saldo. Fundada el 1999, té 127 botigues i des de 2014 opera fora d'Espanya.

## Botigues per marca
Les diferents marques del grup disposen de més de 7.500 establiments a tot el món, segons la distribució següent:
| Marca         | Nombre botigues |
| Zara          | 2.266           |
| Bershka       | 1.102           |
| Stradivarius  | 1.024           |
| Pull and Bear | 986             |
| Massimo Dutti | 781             |
| Oysho         | 672             |
| Zara Home     | 587             |
| Uterqüe       | 86              |
| TOTAL         | 17.504          |

Actualitzat l'11 d'agost de 2017

## Inditex als Països Catalans
El grup Inditex realitza una part important de la seva activitat als Països Catalans, ja que hi té diferents centres de disseny, logística i factories. Concretament a Tordera hi ha les seus logístiques de Massimo Dutti, Bershka i Oysho i a Cerdanyola del Vallès el centre logístic de Stradivarius. A Elx, Alacant i Sagunt hi ha diferents seus de la filial Tempe (propietat al 50%), que fabrica calçat i complements per a totes les marques del grup i per a tot el món.